# Артиллерийское вооружение (конструкторское бюро)
Конструкторское бюро «Артиллерийское вооружение» (укр. Конструкторське бюро «Артилерійське озброєння») — научно-производственное предприятие военно-промышленного комплекса Украины
Единственное предприятие-производитель стволов для артиллерийского вооружения на территории Украины. Входит в перечень предприятий, имеющих стратегическое значение для экономики и безопасности Украины.

## История
25 мая 1986 года на киевском заводе «Большевик» было создано конструкторское бюро КБ-86.
В 1992 году в соответствии с решением комитета промышленной политики и министерства обороны Украины, КБ-86 было реорганизовано в Конструкторское бюро артиллерии (КБ-А).
В 1990-е годы КБ-А была разработана технология обновления орудийных стволов длиной до 5,5 метров с использованием изношенного ствола старой пушки в качестве заготовки (путём изготовления методом электрошлакового литья длинномерного полого слитка с последующей перековкой).
В мае 1996 года на базе КБ-А был создан Научно-технический центр артиллерийско-стрелкового вооружения («НТЦ АСО»).
В 1996 году конструкторским бюро были завершены работы по освоению 125-мм танковой пушки КБА-3 (нелицензионной копии 2А46). К концу 1997 года конструкторским бюро были также разработаны 82-мм миномёт КБА-48 (модификация советского 2Б14), 120-мм гладкоствольная танковая пушка КБМ-2 (для экспортного танка Т-84-120), 152-мм гаубица и 30-мм автоматическая пушка КБА-2 (нелицензионная копия 2А72).
В начале 2000-х в ходе выполнения опытно-конструкторских работ по теме «Блиндаж» предприятием был разработан унифицированный боевой модуль для бронетехники КБА-105 «Шквал». Кроме того, с начала 2000-х годов предприятие участвует в разработке и создании бронетранспортёра БТР-3 и его модификаций
В 2002 году около 500 м² помещений КБ-А были сданы в аренду (в 2013 они были возвращены предприятию).
27-30 сентября 2005 года на выставке «Оружие и безопасность-2005» в Киеве был представлен боевой модуль «Ингул», разработанный КБ-А (производство которого освоил Николаевский ремонтно-механический завод).
28 октября 2005 года в соответствии с приказом министерства промышленной политики Украины произошло объединение НТЦ АСО и конструкторского бюро специальной техники (КБ-СТ), в результате которого было создано КБ «Артиллерийское вооружение».
В дальнейшем, КБАО освоило выпуск 30-мм автоматического гранатомёта КБА-117, предназначенного для установки на боевой модуль бронетранспортёров и бронекатеров (аналог советского АГ-17).
К концу 2007 года КБАО завершило разработку технической документации на 125-мм орудие 50Л «Витязь», 140-мм орудие 55Л «Багира», 125-мм танковое орудие КБА-3К для танка Т-55 и 125-мм орудие КБМ-1М для танка Т-72.
По состоянию на 2008 год, предприятие имело возможность производить следующую продукцию:
- боевой модуль КБА-105 «Шквал»[2]
- танковые пушки КБА-1 и КБА-3 (нелицензионная копия 2А46)[2]
- 152-мм буксируемую гаубицу КБА-27[2]
- 82-мм миномёт КБА-48 (модификацию советского 2Б14)[2]

В дальнейшем, предприятием был разработан новый вариант 82-мм миномёта КБА-48 (получивший наименование КБА.48М).
После создания в декабре 2010 года государственного концерна «Укроборонпром», КБАО было включено в состав концерна.
В 2013 году предприятие выпустило 63 единицы вооружения и возобновило проектно-конструкторские работы по созданию новых образцов артиллерийского вооружения. В результате, в 2013 году был разработан и представлен 60-мм миномёт КБА-118 (позже этот миномёт получил наименование М60).
В начале 2014 года КБАО начало разработку пехотного варианта автоматического гранатомёта КБА-117, который получил наименование КБА-119.
После начала боевых действий на востоке Украины весной 2014 года, предприятие было привлечено к выполнению военного заказа и увеличило объёмы производства. В конце 2014 года КБАО было переведено на двухсменный режим работы и шестидневную рабочую неделю. Военный заказ на 2014 год КБАО выполнило на 98 %.
В феврале 2015 года предприятие изготовило 33 новых пушечных ствола и 20 автоматических гранатомётов, обновило ещё 12 пушечных стволов.
4 апреля 2015 на полигоне Национальной гвардии Украины в селе Новые Петровцы Киевской области был представлен 82-мм миномёт КБА.48М1 — модификация миномёта КБА.48М, установленная на мотоцикл «Днепр-16М».
22 сентября 2015 года на проходившей в Киеве выставке вооружения «Зброя та безпека-2015» КБАО были представлены 82-мм миномёт, установленный на квадроцикл, макет боевого модуля БМ-23 с 23-мм автоматической пушкой для установки на лёгкую бронетехнику и долговременные огневые точки.
Всего в 2015 году КБАО поставило в вооружённые силы Украины около 500 единиц продукции предприятия (в том числе, стволы для орудий БТР-3, БТР-4 и БМП-2).
10 октября 2017 года на проходившей в Киеве оружейной выставке "Зброя та безпека-2017" КБАО представило 23-мм ствол КБА40 для зенитной установки ЗУ-23-2, который может быть также использован в боевых модулях украинского производства.
В августе 2019 года предприятие завершило программу испытаний 23-мм ствола КБА-40 для зенитной установки ЗУ-23-2, которые предложено использовать для замены выработавших ресурс стволов ЗУ-23-2 советского производства, а также в боевых модулях с 23-мм автоматическими орудиями.

## Руководство
Сидоренко Алексей Николаевич с 13.11.2018 г.